# Mas de Sant Genís
El Mas de Sant Genís és un edifici del municipi de Navars (Bages) inclosa en l'Inventari del Patrimoni Arquitectònic de Catalunya.

## Descripció
El Mas de Sant Genís és una interessant masia construïda en diferents etapes però que ha conservat el cos ben diferenciat i pur d'estructura de mas d'una gran elegància, la planta és rectangular i a tramuntana, un nou cos es dibuixa a manera de torre; possiblement correspon a l'estructura de la primera masia- Torre ampliada i alçada posteriorment. El cos central està orientat a migdia i la porta d'entrada a tramuntana. Coberta a quatre vessants i amb el carener paral·lel a la façana el conjunt de la masia, tant la part habitada com les pallisses i graners, respiren una excepcional elegància.

## Història
Manquen les notícies concretes sobre la gran casa de St. Genís, anomenada també Massadella. La casa actual és una construcció del s.XVII-XVIII molt ben conservada.